# 「僕の戦争」を探して
『「僕の戦争」を探して』（ぼくのせんそうをさがして、スペイン語: Vivir es fácil con los ojos cerrados、英語: Living Is Easy with Eyes Closed）は、2013年のスペイン映画（コメディ＝ドラマ）。監督はダビド・トルエバ、主演はハビエル・カマラ。ジョン・レノンを敬愛するスペインの英語教師の体験を実話にもとづいて映画化した作品であり、原題はビートルズの曲「ストロベリー・フィールズ・フォーエバー」の歌詞「Living is easy with eyes closed」に由来している。日本では2014年にラテンビート映画祭で上映された後、2016年1月6日にDVDが発売された。

## プロット
舞台は1966年のアルバセテ。英語教師のアントニオは筋金入りのビートルズファンである。アンダルシア地方のアルメリアではイギリス人のリチャード・レスター監督が『ジョン・レノンの 僕の戦争』を製作しており、アントニオはこの映画に出演していたジョン・レノンに会えることを期待して、アルメリアまで旅することを決意する。その途中にヒッチハイカーのフアンホとベレンを拾い、3人はそれぞれの夢に向かって、自由を探して旅を続ける。

## キャスト
- アントニオ : ハビエル・カマラ
- ベレン : ナタリア・デ・モリーナ
- フアンホ : フランセスク・コロメール
- フアンホの父 : ホルヘ・サンス（英語版）

## 評価
第28回ゴヤ賞では作品賞、監督賞、脚本賞、主演男優賞を含む6部門で受賞した。第87回アカデミー賞ではスペイン代表作品に選出されたが、外国語映画賞へのノミネートはならなかった。

## 受賞とノミネート
| 映画賞          | 部門               | 対象者                 | 結果       |
| --------------- | ------------------ | ---------------------- | ---------- |
| 第28回ゴヤ賞    | 作品賞             | 作品賞                 | 受賞       |
| 第28回ゴヤ賞    | 監督賞             | ダビド・トルエバ       | 受賞       |
| 第28回ゴヤ賞    | 主演男優賞         | ハビエル・カマラ       | 受賞       |
| 第28回ゴヤ賞    | 新人女優賞         | ナタリア・デ・モリーナ | 受賞       |
| 第28回ゴヤ賞    | 脚本賞             | ダビド・トルエバ       | 受賞       |
| 第28回ゴヤ賞    | 作曲賞             | パット・メセニー       | 受賞       |
| 第28回ゴヤ賞    | 衣装デザイン賞     | ララ・ウエテ           | ノミネート |
| 第1回フェロス賞 | コメディ作品賞     | コメディ作品賞         | ノミネート |
| 第1回フェロス賞 | 監督賞             | ダビド・トルエバ       | 受賞       |
| 第1回フェロス賞 | 脚本賞             | ダビド・トルエバ       | 受賞       |
| 第1回フェロス賞 | 主演男優賞         | ハビエル・カマラ       | ノミネート |
| 第1回フェロス賞 | 助演女優賞         | ナタリア・デ・モリーナ | ノミネート |
| 第1回フェロス賞 | サウンドトラック賞 | パット・メセニー       | ノミネート |